# Алдархаан
Алдархаан (монг. Алдархаан) — сомон аймака Завхан в западной части Монголии. Численность населения по данным 2010 года составила 2 090 человек.
Центр сомона — посёлок Алдар, расположенный в 35 километрах от административного центра аймака — города Улиастай и в 1088 километрах от столицы страны — Улан-Батора.

## География
Сомон расположен в западной части Монголии. Граничит с соседними сомонами Дурвелжин, Идэр, Отгон, Цагаанхайрхан и Яруу, а также с соседним аймаком Говь-Алтай. Внутри сомона располагается центр аймака, город Улиастай, который, в свою очередь, имеет статус сомона и внутри Алдархаана является анклавом. На территории сомона расположена гора Отгонтэнгэр, протекают реки Чигистэй, Яруу, Богд, Борх, Улиастай.

## Климат
Климат резко континентальный.